# Подпольная империя (1-й сезон)
Первый сезон сериала «Подпольная империя», премьера которого состоялась на канале HBO 19 сентября 2010 года, а заключительная серия вышла 5 декабря 2010 года, состоит из 12 эпизодов. Сериал был создан Теренсом Уинтером и основан на книге «Подпольная империя: Рождение, рассвет и коррупция в Атлантик-Сити» Нельсона Джонсона.
Первый эпизод, стоимостью $18 миллионов, был снят Мартином Скорсезе и стал самым дорогим пилотным эпизодом за историю телевидения.

## В ролях

### Основной состав
- Стив Бушеми — Енох «Наки» Томпсон (12 эпизодов)
- Майкл Питт — Джеймс «Джимми» Дармоди (12 эпизодов)
- Келли Макдональд — Маргарет Шрёдер (12 эпизодов)
- Майкл Шэннон — Нельсон Ван Алден (11 эпизодов)
- Ши Уигхэм — Илаэс «Илай» Томпсон (11 эпизодов)
- Алекса Палладино — Анджела Дармоди (11 эпизодов)
- Майкл Стулбарг — Арнольд Ротштейн (10 эпизодов)
- Стивен Грэм — Аль Капоне (9 эпизодов)
- Винсент Пьяцца — Чарли Лучано (9 эпизодов)
- Пас де ла Уэрта — Люси Данцигер (9 эпизодов)
- Майкл Кеннет Уильямс — Альберт «Мелок» Уайт (6 эпизодов)
- Энтони Лациура — Эдди Кесслер (12 эпизодов)
- Пол Спаркс — Майкл «Микки Дойл» Козик (7 эпизодов)
- Дэбни Коулмен — коммодор Льюис Кестнер (8 эпизодов)

### Приглашённые актёры
- Брэди и Коннор Нун — Томми Дармоди (11 эпизодов)
- Джози и Люси Галлина — Эмили Шрёдер (10 эпизодов)
- Деклан и Рори Мактиг — Теодор «Тедди» Шрёдер (10 эпизодов)
- Уильям Хилл — Джордж О'Нилл (10 эпизодов)
- Роберт Клохесси — Джим Нири (9 эпизодов)
- Гретчен Мол — Джиллиан Дармоди (9 эпизодов)
- Адам Муччи — заместитель Холлоран (9 эпизодов)
- Эрик Вайнер — агент Себсо (9 эпизодов)
- Грег Антоначчи — Джонни Торрио (8 эпизодов)
- Эдоардо Баллерини — Игнатиус Д'Алессио (8 эпизодов)
- Макс Каселла — Лео Д'Алессио (7 эпизодов)
- Питер Макробби — начальник Фредерик Эллиот (7 эпизодов)
- Джек Хьюстон — Ричард Хэрроу (5 эпизодов)
- Анна Катарина — Изабелль Жёне (5 эпизодов)
- Меган Рейнкинг — Аннабелль (5 эпизодов)
- Кевин О'Рурк — Эдвард Л. Бадер (4 эпизодов)
- Анатол Юсеф — Меер Лански (4 эпизода)
- Том Олдредж — Итан Томпсон (3 эпизода)
- Стивен ДеРоса — Эдди Кантор (3 эпизода)
- Пирс Бантинг — Билл Маккой (2 эпизода)
- Эмили Миде — Перл (2 эпизода)
- Джефф Пирсон — Уолтер Эдж (2 эпизода)
- Джозеф Риккобене — Фрэнки Ял (2 эпизода)
- Джо Каниано — Джейк Гузик (1 эпизод)
- Кристофер Макдональд — Гарри Догерти (1 эпизод)

## Эпизоды
| № общий | № в сезоне | Название                                            | Режиссёр            | Автор сценария                 | Дата премьеры    | Зрители в США (млн) |
| --- | ---------- | --------------------------------------------------- | ------------------- | ------------------------------ | ---------------- | ------------------- |
| 1 | 1          | «Подпольная империя» «Boardwalk Empire»             | Мартин Скорсезе     | Теренс Уинтер                  | 19 сентября 2010 | 4,81                |
| На заре «Сухого закона», в январе 1920 года, Енох «Наки» Томпсон, казначей Атлантик-Сити, разрабатывает схему, как сделать себя и своих приближенных очень богатыми на нелегальной продаже спиртных напитков, войдя в дело с Чарли Лучано и Арнольдом Ротштейном. Наки сближается с привлекательной беременной женщиной Маргарет Шрёдер, которая просит его помочь найти работу для её мужа. Джимми Дармоди, бывший протеже Наки, возвращается из Франции после завершения Первой мировой войны, лелея амбициозные планы о своём будущем, — он участвует вместе с Аль Капоне в авантюрной операции по контрабанде алкоголя, которая может иметь серьёзные последствия как для него, так и для Наки. Этот эпизод охватывает период с 13 января по 11 мая 1920 года.                                |            |                                                     |                     |                                |                  |                     |
| 2 | 2          | «Башня из слоновой кости» «The Ivory Tower»         | Тим Ван Паттен      | Теренс Уинтер                  | 26 сентября 2010 | 3,33                |
| С визитом к Наки приходит добропорядочный Нельсон Ван Алден, агент Службы внутренних доходов, который подозревает, что за всеми крупными преступлениями в городе стоит именно Томпсон. Наки заручается поддержкой своего младшего брата, шерифа Илаэса Томпсона, чтобы тот «зачистил концы» и отвёл подозрения. Прежде чем отправиться на светский вечер, Наки тайно встречается с Маргарет и даёт ей деньги на обеспечение её маленьких детей. После инцидента с Аль Капоне и репортером в Чикаго, Наки обсуждает предстоящие выборы со своим старшим наставником - командором Льюисом Кэстнером. |            |                                                     |                     |                                |                  |                     |
| 3 | 3          | «Бродвейский экспресс» «Broadway Limited»           | Тим Ван Паттен      | Маргарет Негл                  | 3 октября 2010   | 3,41                |
| Наки заключает сделку с афроамериканским гангстером Мелком, чтобы тот организовал поставки и распространение нелегального виски. Благодаря связям Наки, Маргарет устраивается на работу в бутик, где ей досаждает своими капризами его любовница Люси. Агент Ван Алден, применив жестокий допрос к раненому, узнает, что Джимми участвовал в лесной перестрелке. Это разоблачение вынуждает Наки услать Джимми из Атлантик-Сити. |            |                                                     |                     |                                |                  |                     |
| 4 | 4          | «Анастасия» «Anastasia»                             | Джереми Подесва     | Лоуренс Коннер и Маргарет Негл | 10 октября 2010  | 2,57                |
| Наки празднует свой день рождения, пользуясь случаем, чтобы распространить своё влияние на мэра Джерси-сити и сенатора США. Маргарет должна доставить для Люси её вечернее платье, — и она в досаде крадёт нижнее белье из магазина. Мелок мстит местному лидеру Ку-клукс-клана за линчевание его помощника. Джимми и Капоне расширяют свой бизнес в Чикаго, захватив территории у местного ирландского гангстера, в ответ тот крайне жестоко мстит Пёрл, любимой проститутке Джимми. Лучано проявляет интерес к Джиллиан, матери Джимми, следя за ним по просьбе Ротштейна. |            |                                                     |                     |                                |                  |                     |
| 5 | 5          | «Ночи в Балигране» «Nights in Ballygran»            | Алан Тейлор         | Лоуренс Коннер                 | 17 октября 2010  | 2,85                |
| Наки готовится ко Дню Св. Патрика, но у него всё чаще возникают стычки со своим братом-антагонистом Илаем. Нападение на Пёрл оказывает разрушительные последствия как на неё, так и на Джимми. Джиллиан предлагает Аднжеле, матери сына Джимми, оставить ребёнка ей на попечение и заняться собственной жизнью. Маргарет, думая, что Наки ею пренебрегает, передает информацию агенту Ван Алдену, который устраивает облаву на ежегодном кельтском званном обеде в честь Св. Патрика. В результате Наки заявляется к ней ночью домой. |            |                                                     |                     |                                |                  |                     |
| 6 | 6          | «Семейные ограничения» «Family Limitation»          | Тим Ван Паттен      | Говард Кордер                  | 24 октября 2010  | 2,81                |
| Наки расследует случай нападения против одного из своих бригадиров-рэкетиров, что приводит его к прямому конфликту с Лучано, проводящему много времени в Атлантик-Сити из-за своей страсти к Джиллиан. Маргарет осваивается в новой роли — любовницы Наки, и даёт отпор Люси. Джимми входит в доверие к Джонни Торрио и спорит с Капоне о том, как лучше устранить их конкурентов — бригаду Шеридана. Ван Алден идёт против приказов своего начальника, и становится всё более одержим расследованием жизни Маргарет. |            |                                                     |                     |                                |                  |                     |
| 7 | 7          | «Дом» «Home»                                        | Аллен Култер        | Тим Ван Паттен и Пол Симмс     | 31 октября 2010  | 2,67                |
| Наки болезненно реагирует на воспоминания детства во время продажи отцовского дома. Джимми заключает союз с Ричардом Хэрроу, бывшим снайпером, тяжело травмированным в войну, и мстит наёмнику, напавшему на Пёрл. Лучано и другой протеже Ротштейна — Меир Лански — договариваются с братьями Д’Алессио, решив заняться бутлегерством в зоне влияния интересов Наки. Анджела вовлечена в новую любовную интрижку, в то время как Люси и командор обеспокоены нехваткой внимания со стороны Наки. |            |                                                     |                     |                                |                  |                     |
| 8 | 8          | «Оставь меня в раю» «Hold Me in Paradise»           | Брайан Кирк         | Мег Джексон                    | 7 ноября 2010    | 3,21                |
| Наки приезжает в Чикаго для участия в Национальном республиканском собрании, где его внимание приковывает Уоррен Гардинг, как наиболее перспективный кандидат в президенты США от республиканцев. Бригада Д’Алессио сталкивается во время одного из грабежей с Илаем, приглядывавшим за делами брата. Маргарет втянута в бизнес Наки. Супруги Ван Алдены сильно переживают из-за невозможности иметь детей. У Ротштейна неприятности с законом из-за его махинаций в мировом чемпионате бейсбола 1919 года. Наки просит Джимми вернуться в Атлантик-Сити, чтобы укрепить свои пошатнувшиеся позиции. |            |                                                     |                     |                                |                  |                     |
| 9 | 9          | «Для милых дам» «Belle Femme»                       | Брэд Андерсон       | Стив Корнаки                   | 14 ноября 2010   | 2,98                |
| Наки лавирует в политической игре и вынужден выбирать себе новых союзников, чтобы обставить на предстоящих выборах кандидата в мэры от демократов, обещающего ужесточить борьбу с коррупцией. Джимми возвращается из Чикаго, чтобы противостоять бригаде Д’Алессио, которые сговорились с Ротштейном об импорте виски из Европы до Атлантик-Сити. Однако его задерживает агент Ван Алден из-за подозрений в перестрелке в лесу. Маргарет просит Наки за мадам Джанет, хозяйку бутика, наслаждаясь новоприобретённым влиянием. Анджела понимает, что её новые романтические отношения под угрозой из-за приезда Джимми. |            |                                                     |                     |                                |                  |                     |
| 10 | 10         | «Изумрудный город» «The Emerald City»               | Саймон Келлан Джонс | Лоуренс Коннер                 | 21 ноября 2010   | 3,05                |
| Наки просит поучаствовать Маргарет в избирательной кампании за его кандидата в мэры и выступить с речью о праве женщин на голос. Ей льстит такое внимание, но она всё ещё смущена двусмысленностью своего положения как любовницы Наки. Бутлегер Дойл снова переметнулся от Ротштейна к Наки, а тот принуждает его сговориться с Мелком против Лански и Д’Алессио. Анджела становится свидетельницей неистовства Джимми, избившего её друга фотографа, и всё более сближается с его женой. Ван Алден имеет эмоциональный срыв после беседы с Маргарет и встречается с Люси. |            |                                                     |                     |                                |                  |                     |
| 11 | 11         | «Парижская зелень» «Paris Green»                    | Аллен Култер        | Говард Кордер                  | 28 ноября 2010   | 3,00                |
| Бурные выяснения отношений Наки с Маргарет и Илаем весьма плохо влияют на его личную и публичную стороны жизни. Впервые за многие годы Джимми встречается с умирающим отцом — командором — и переоценивает свои отношения с Наки и обоими родителями. Ван Алден подозревает своего помощника, агента Сепсо, в двурушничестве, и конфронтация между ними приводит к фатальному исходу во время обряда крещения на реке. Анджела готовится сбежать от Джимми в Париж, но узнает, что друзья-фотографы бросили её, а в одиночку она не в силах что-либо изменить. |            |                                                     |                     |                                |                  |                     |
| 12 | 12         | «Возвращение к нормальности» «A Return to Normalcy» | Тим Ван Паттен      | Теренс Уинтер                  | 5 декабря 2010   | 3,29                |
| Наки бросает все силы, чтобы день выборов в Атлантик-Сити прошёл как должно и власть в городе осталась в руках республиканцев. Торрио выступает посредником в переговорах между Наки и Ротштейном, чтобы разрешить их затянувшийся конфликт миром, попутно отведя от Ротштейна угрозу федерального судебного разбирательства. Джимми и Илай каждый по своему поводу негодуют из-за высокомерия Наки, но обнаруживают, что не одиноки в своей неприязни: к ним присоединяется столь же обозлённый командор, понимающий, что он потерял влияние на своего заматеревшего ученика. Ван Алден намерен покинуть Атлантик-Сити, но получает неожиданные известия от Люси. Маргарет узнаёт тайну первого брака Наки и решает связать с ним свою судьбу, желая благополучной жизни для себя и своих детей. |            |                                                     |                     |                                |                  |                     |